# Makgadikgadisee
Der Makgadikgadisee ist ein ehemaliger See (Paläosee), der im heutigen Botswana nördlich der Kalahari existierte und im Holozän austrocknete. An seiner Stelle befinden sich heute die Makgadikgadi-Salzpfannen und das Okavangodelta.

## Beschreibung
Streng genommen handelt es sich bei dem Makgadikgadisee um das südliche Becken eines einstmals mehr als doppelt so großen Sees, dem Deceptionsee. Seine höchste Uferlinie liegt bei 990 bis 1000 m und umfasst eine Fläche von 175.000 km². Es sind insgesamt bisher 5 unterschiedliche Uferlinien gefunden worden.
Der eigentliche Makgadikgadisee liegt bei 945 m und darunter mit einer Ausdehnung von etwa 60.000 km², also nur wenig kleiner als die Fläche des größten heutigen Sees Afrikas, dem Victoriasee. Allerdings wird er auch synonym für alle Uferlinen mit den dazugehörigen Höhenmetern verwendet.

## Entwicklung
Der Makgadikgadisee entstand im Pleistozän, als tektonische Vorgänge den Lauf des Cuando, des oberen Sambesi und des Kafue vom unteren und mittleren Sambesi abschnitten und in ein abflussloses Becken lenkten. Klimaveränderungen bewirkten starke Änderungen von Wasserstand und Ausdehnung des Makgadikgadisee. Auf dem Höhepunkt der letzten Kaltzeit vor 18.000 Jahren als auch die Seespiegel von Tanganjika- und Malawisee 500 bis 600 Meter tiefer lagen, war er möglicherweise ausgetrocknet.

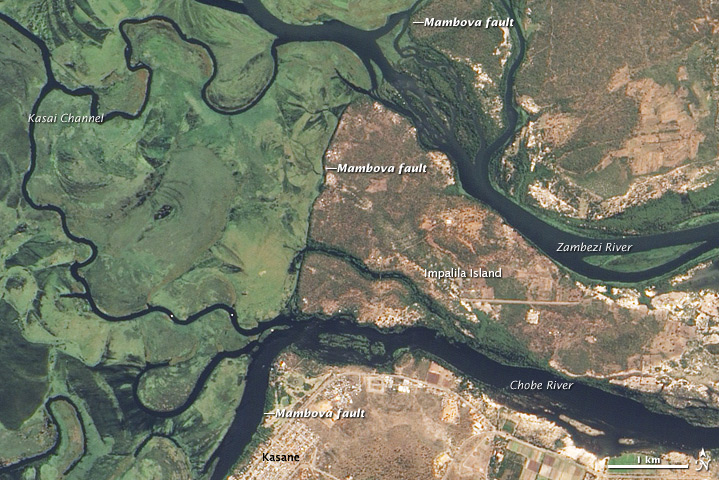
Die Mambove-Verwerfung mit dem Durchbruch des Sambesi und des Chobe (Cuando)

Aber auch Erosion und Tektonik hatten starken Einfluss. Als erstes fiel der Chambeshi weg, der bis dahin den Kafue verlängerte und seither zum Kongo-Einzugsgebiet gehört. Dann verlagerte der Kafue seinen Verlauf über die Kafue-Auen in sein heutiges Bett. Und schließlich, im Verlauf des Holozäns, bildete sich im Nordosten des Sees ein Abfluss, als der Sambesi die Mambova-Verwerfung oberhalb der Victoriafälle durchbrach, so dass auch er nicht mehr in Makgadikgadi-Becken floss. Zuletzt wurde der Verlauf des Cuando durch eine Sanddüne zum Sambesi umgelenkt, obwohl er auch heute noch teils Kontakt zum Okavango hat.
Seit etwa 2000 vor unserer Zeitrechnung bleiben nur Makgadikgadi-Salzpfannen, Ngamisee, Mababe Depression, Liambesisee und das Okavangodelta als Relikte des Sees übrig.

## Fauna
Trotz seiner relativ kurzen Existenz war der Makgadikgadisee ein wichtiges Zentrum einer adaptiven Radiation haplochrominer Buntbarsche. Eine Untergruppe dieser Cichliden, die informell als „Serranochromini“ bezeichnet wird, kommt mit 43 % ihrer Arten im Okawango, mittleren und oberen Sambesi vor. Weitere 28 % leben im oberen Kongo, 20 % im oberen Kasai, während im unteren Kongo keine Serranochromini vorkommen. Ähnliche Verteilungen zeigen sich bei Karpfenfischen der Gattungen Enteromius, Labeobarbus und Labeo, bei afrikanischen Salmlern (Alestidae) und Welsen der Gattung Chiloglanis. Die Verteilung der Arten lässt eine Artentstehung im Makgadikgadisee vermuten.